# Adelina Domingues
 (décembre 2023).
Si vous disposez d'ouvrages ou d'articles de référence ou si vous connaissez des sites web de qualité traitant du thème abordé ici, merci de compléter l'article en donnant les références utiles à sa vérifiabilité et en les liant à la section « Notes et références ».
Adelina Domingues, née sous le nom complet d'Adelina Evangelina Engargiola le 19 février 1888 à Brava au Cap-Vert et morte le 21 août 2002 aux États-Unis, est une supercentenaire américaine d’origine capverdienne, morte à 114 ans et 183 jours,.
Elle a été la doyenne de l'humanité à partir du 28 mai 2002, à la suite du décès de Grace Clawson. À sa mort, Mae Harrington est devenue la doyenne de l'humanité.
Adelina Domingues reste actuellement la personne née au Cap-Vert ayant vécu le plus longtemps et également celle native d'Afrique, Anne Primout ayant eu une longévité inférieure de 11 jours.